# Pseudophasma acanthonotus
Pseudophasma acanthonotus ist eine Art aus der Ordnung der Gespenstschrecken (Phasmatodea). Sie wird gelegentlich auch als Venezuela-Stabschrecke bezeichnet.

## Name und Systematik
Redtenbacher beschrieb die Art 1906 unter dem Namen Phasma acanthonotus. Bezüglich der Endung des heute noch gültigen Artzusatzes herrschte lange Uneinigkeit, was zu zwei Synonymen führte:
- Pseudophasma acanthonotum[2]
- Pseudophasma acanthonota[3]

Der im deutschen Sprachraum selten verwendete Trivialname Venezuela-Stabschrecke ist dem Englischen entlehnt, wo die Art als „Venezuela Stick Insect“ bezeichnet wird.
Als Syntypen sind ein Männchen und ein Weibchen aus dem peruanischen Guaramaco im Naturhistorischen Museum Wien hinterlegt.

## Merkmale
Bei dieser Art besteht der Sexualdimorphismus lediglich in der unterschiedlichen Größe der Geschlechter. Die Männchen bleiben mit 55 bis 60 Millimetern deutlich kleiner als die etwa 75 Millimeter großen Weibchen. Beide Geschlechter haben voll entwickelte, rotbraune Hinterflügel. Diese haben ein stärker sklerotisiertes Costalfeld, welches bei angelegten Flügeln das Abdomen bedeckt. Der hellere, hintere Bereich der Vorderflügel ist weniger sklerotisiert (häutig) und ermöglicht kurze Flüge. Die Vorderflügel, die als Tegmina ausgebildet sind, bedecken mit ihren fünf bis sieben Millimetern Länge lediglich die Schultern.

Der Körper ist hell- bis schwarzbraun gefärbt. Auf dem Mesonotum befinden sich viele kleine schwarze Dörnchen, die in zwei Längsreihen angeordnet sind. Die Schenkel sind meist schwarzbraun und stets dunkler als die rotbraunen Schienen und Füße. Auffällig sind die gelben, schwarz gepunkteten Augen und die abwechselnd schwarz und weiß gebänderten, mehr als körperlangen Antennen.

## Vorkommen und Lebensweise
Die Art kommt in Venezuela und in Peru vor. Die Tiere verbringen ihr gesamtes Leben auf den Nahrungspflanzen, an denen sie nachts fressen. Bei Gefahr verteidigen sie sich durch das Ausscheiden eines milchigen Abwehrsekretes, welches übel riecht, aber vor allem bei Kontakt mit Schleimhäuten oder offenen Wunden stark brennt. Die Weibchen lassen die nur 2,5 Millimeter langen und nicht einmal 2 Millimeter breiten Eier einfach zu Boden fallen. Aus diesen schlüpfen nach etwa vier bis fünf Monaten die Nymphen die nach weiteren fünf Monaten adult sind.

## Terraristik
Pseudophasma acanthonotus kann im Gegensatz zu einigen anderen Pseudophasma Arten ausschließlich mit Brombeerblättern ernährt werden. Eine Zufütterung von Liguster oder Feuerdorn ist aber durchaus zu empfehlen. Bei Zimmertemperatur, also bei 18 bis 22 °C, und einer Luftfeuchtigkeit von 60 bis 80 Prozent ist sie leicht im Terrarium zu halten und zu züchten.
Die Art wird von der Phasmid Study Group unter der PSG-Nummer 189 geführt.

## Bilder

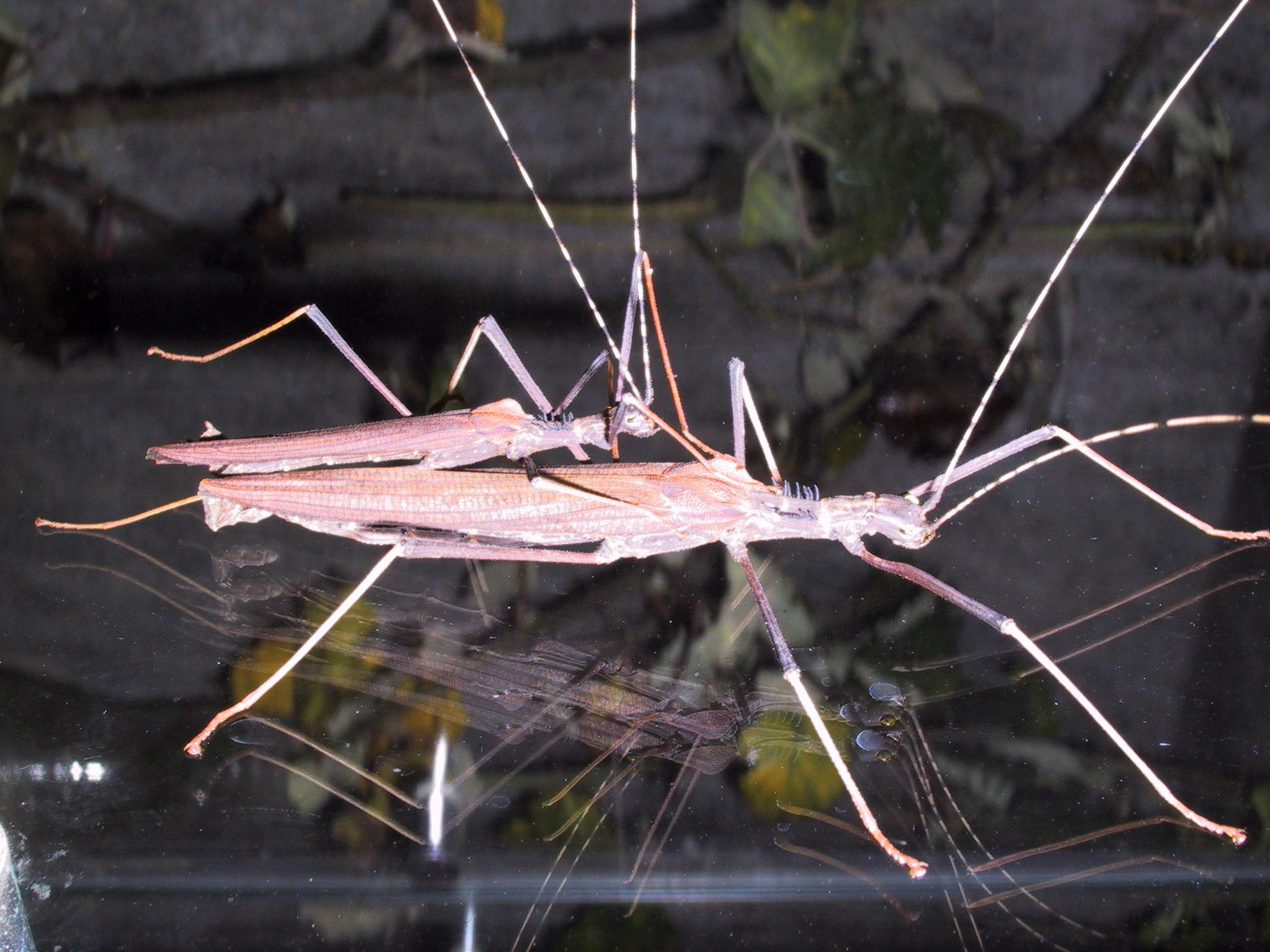
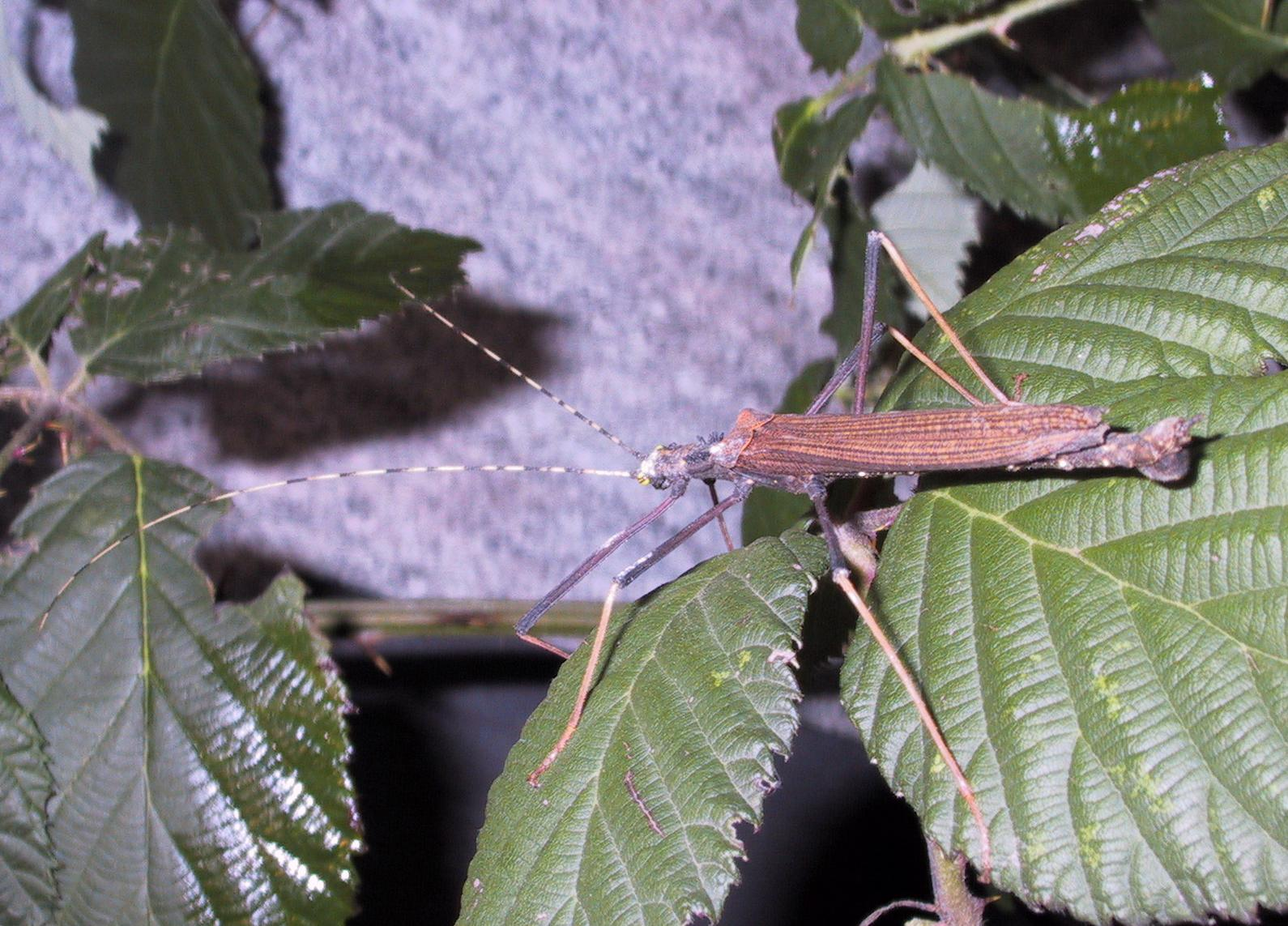